# Dyskografia Taylor Swift
Dyskografia amerykańskiej piosenkarki Taylor Swift składa się z jedenastu albumów studyjnych, jednego albumu koncertowego, pięciu minialbumów, czterech albumów studyjnych nagranych jako reedycje wcześniejszych wydań, sześćdziesięciu singli, dwóch DVD oraz ponad pięćdziesięciu teledysków.
W 2005 roku Swift podpisała kontrakt z wytwórnią Big Machine, która rok później wydała jej debiutancką płytę, Taylor Swift. W Stanach Zjednoczonych album uplasował się na piątej pozycji Billboard 200 oraz na szczycie Top Country Albums. Album Taylor Swift pozostał w zestawieniu Billboard 200 najdłużej ze wszystkich płyt, które ukazały się od 2000 roku. Płyta pokryła się pięciokrotną platyną, a wszystkie single z albumu uzyskały status co najmniej platynowy w Stanach Zjednoczonych. Kolejne wydawnictwa artystki obejmują minialbumy Sounds of the Season: The Taylor Swift Holiday Collection (2007) oraz Beautiful Eyes (2008).
Drugi album studyjny Swift, Fearless, został wydany w 2008 roku. Zadebiutował na szczycie Billboard 200, pozostając na nim przez jedenaście tygodni. Fearless był również najlepiej sprzedającym się albumem roku 2009 w Stanach Zjednoczonych, uzyskując w tym kraju status sześciokrotnej platyny za sprzedaż powyżej sześciu milionów egzemplarzy. Trzynaście utworów z płyty zajęło miejsca w pierwszej czterdziestce Billboard Hot 100, ustanawiając nowy rekord dla największej liczby piosenek z jednego albumu na liście. „Love Story”, pierwszy singel z Fearless był najpopularniejszym utworem wokalistki w Australii, gdzie pokrył się trzykrotną platyną, zajmując pierwsze miejsce na Australian Singles Chart. Natomiast trzeci singel, „You Belong with Me”, był najpopularniejszą piosenką Taylor w Stanach Zjednoczonych, zajmując drugą pozycję na Billboard Hot 100, a także pokrywając się siedmiokrotną platyną. Piąty, tytułowy singel z albumu „Fearless” stał się pierwszym utworem w historii, który uzyskał status złotej płyty jeszcze przed oficjalną premierą singla, wyłącznie dzięki zakupowi w formie digital download. Dzięki komercyjnym sukcesom Swift wybrana została artystką roku 2009 przez magazyn Billboard. W lutym 2010 roku piosenkarka zanotowała swój największy debiut na liście Billboard Hot 100, kiedy na drugim miejscu uplasował się utwór „Today Was a Fairytale” ze ścieżki dźwiękowej do filmu Walentynki.
Trzeci album Swift Speak Now został wydany w 2010 roku. album zadebiutował na pierwszym miejscu Billboard 200 sprzedając się w nakładzie 1,047,000 egzemplarzy w pierwszym tygodniu premiery. Album pokrył się czterokrotną platyną w Stanach Zjednoczonych. Dwa single z albumu „Mine” oraz „Back to December” dotarły do pierwszej dziesiątki notowania Billboard Hot 100. Czwarty album piosenkarki został wydany w 2012 roku. Album Red zadebiutował na pierwszym miejscu Billboard 200 ze sprzedażą 1,208,000 egzemplarzy, co było najwyższą sprzedażą od 2002 roku. Ponadto album stał się osiemnastym w historii, który sprzedał się w ponad milionowym nakładzie. Pierwszy singel z albumu „We Are Never Ever Getting Back Together” był pierwszym singlem w karierze artystki, który dotarł do szczytu notowania Billboard Hot 100. Singel pokrył się sześciokrotną platyną w Stanach Zjednoczonych, podobnie jak trzeci singel z albumu „I Knew You Were Trouble”. Oba single odniosły duży sukces także w innych krajach świata.
Piąty album studyjny piosenkarki 1989 został wydany w 2014 roku. Jest to czwarty album artystki, który znalazł się na pierwszym miejscu listy Billboard 200 oraz trzeci, który sprzedał się w ponad milionowym nakładzie w pierwszym tygodniu premiery. Pierwsze dwa single promujące wydawnictwo „Shake It Off” i „Blank Space” oraz czwarty singel „Bad Blood” dotarły do pierwszego miejsca na Billboard Hot 100. Tym samym Swift stała się pierwszą artystką od 2011 roku, której trzy single z jednego albumu zajęły pierwsze miejsce na liście Billboard Hot 100. Według Recording Industry Association of America Taylor Swift jest artystką, która sprzedała największą liczbę singli w formacie digital download w Stanach Zjednoczonych (86 milionów kopii). Do 2015 roku Swift sprzedała 27,67 miliona kopii swoich albumów. Ten wynik czyni ją siódmą w historii piosenkarką, która sprzedała największą liczbę egzemplarzy swoich albumów od 1991 roku. Na całym świecie Swift sprzedała ponad 50 milionów kopii albumów i 150 milionów kopii singli.
21 października 2022 roku Swift wydała swój dziesiąty studyjny album Midnights.

## Albumy

### Albumy studyjne
| 2006                                  | Taylor Swift - Wydany: 24 października 2006 - Wytwórnia: Big Machine - Format: CD, LP, digital download                                                      | 5 | 33 | 14 | —  | — | — | — | —  | —  | 81 | - USA: 5× platynowa płyta - AUS: platynowa płyta - CAN: 2× platynowa płyta - GBR: złota płyta                                                                                                   |
| 2008                                  | Fearless - Wydany: 11 listopada 2008 - Wytwórnia: Big Machine - Format: CD, LP, digital download                                                             | 1 | 2  | 1  | 23 | 7 | 1 | 5 | —  | 12 | 5  | - USA: 6× platynowa płyta - AUS: 7× platynowa płyta - CAN: 4× platynowa płyta - IRL: 2× platynowa płyta - NZL: 3× platynowa płyta - GBR: platynowa płyta - POL: złota płyta                     |
| 2010                                  | Speak Now - Wydany: 25 października 2010 - Wytwórnia: Big Machine - Format: CD, LP, digital download                                                         | 1 | 1  | 1  | 15 | 6 | 1 | 4 | —  | 18 | 6  | - USA: 3× platynowa płyta - AUS: 3× platynowa płyta - CAN: 4× platynowa płyta - IRL: złota płyta - NZL: platynowa płyta - GBR: złota płyta                                                      |
| 2012                                  | Red - Wydany: 22 października 2012 - Wytwórnia: Big Machine - Format: CD, LP, digital download                                                               | 1 | 1  | 1  | 3  | 1 | 1 | 2 | —  | 8  | 1  | - USA: 4× platynowa płyta - AUS: 4× platynowa płyta - CAN: 4× platynowa płyta - IRL: platynowa płyta - NZL: 2× platynowa płyta - POL: platynowa płyta - SWE: złota płyta - GBR: platynowa płyta |
| 2014                                  | 1989 - Wydany 27 października 2014 - Wytwórnia: Big Machine - Format: CD, LP, digital download                                                               | 1 | 1  | 1  | 2  | 1 | 1 | 1 | 17 | 23 | 1  | - USA: 5× platynowa płyta - AUS: diamentowa płyta - NZL: 3× platynowa płyta - POL: 3× platynowa płyta - GBR: 2× platynowa płyta                                                                 |
| 2017                                  | Reputation - Wydany 10 listopada 2017 - Wytwórnia: Big Machine - Format: CD, LP, digital download, kaseta, media strumieniowe                                | 1 | 1  | 1  | 1  | 1 | 1 | 1 | 1  | 2  | 1  | - USA: 4x platynowa płyta - POL: 2× platynowa płyta |
| 2019                                  | Lover - Wydany 23 sierpnia 2019 - Wytwórnia: Republic Records, Taylor Swift Productions, Inc. - Format: CD, LP, digital download, kaseta, media strumieniowe | 1 | 1  | 1  | 1  | 1 | 1 | 1 | 1  | 1  | 1  | - USA: 3x platynowa płyta - POL: 3x platynowa płyta |
| 2020                                  | Folklore - Wydany 24 lipca 2020 - Wytwórnia: Republic Records - Formats: CD, LP, digital download, kaseta, media strumieniowe                                | 1 | 1  | 1  | 1  | 1 | 1 | 1 | 1  | 1  | 1  | - USA: 2x platynowa płyta - POL: 2× platynowa płyta |
| 2020                                  | Evermore - Wydany 11 grudnia 2020 - Wytwórnia: Republic Records - Formats: CD, LP, digital download, kaseta, media strumieniowe                              | 1 | 1  | 1  | 2  | 2 | 1 | 3 | 46 | 3  | 1  | - POL: platynowa płyta |
| 2022                                  | Midnights - Wydany 21 października 2022 - Wytwórnia: Republic Records - Formats: CD, LP, digital download, kaseta, media strumieniowe                        | 1 | 1  | 1  | 1  | 1 | 1 | 1 | 4  | 1  | 1  | - POL: 2x platynowa płyta |
| 2024                                  | The Tortured Poets Department - Wydany 19 kwietnia 2024 - Wytwórnia: Republic Records - Formats: CD, LP, digital download, kaseta, media strumieniowe        |   |    |    |    |   |   |   |    |    |    | - POL: platynowa płyta |
| "–" Album nie był notowany na liście. | |   |    |    |    |   |   |   |    |    |    | |

#### Reedycje
- Fearless (Taylor’s Version) (2021)
- Red (Taylor’s Version) (2021)
- Speak Now (Taylor’s Version) (2023)
- 1989 (Taylor’s Version) (2023)

### Albumy koncertowe
| Rok  | Album                       | Informacje                                                                                          | Certyfikaty  |
| ---- | --------------------------- | --------------------------------------------------------------------------------------------------- | ------------ |
| 2011 | Speak Now World Tour – Live | - Wydany: 21 listopada 2011 - Wytwórnia: Big Machine - Format: CD/Blu-ray, CD/DVD, digital download | - 3× platyna |

### Minialbumy
| 2007                                  | Connect Set - Wydany: 30 stycznia 2007 - Wytwórnia: Big Machine - Format: CD                                                                     | –  | –  |
| 2007                                  | Rhapsody Originals - Wydany: 21 sierpnia 2007 - Wytwórnia: Big Machine - Format: digital download                                                | –  | –  |
| 2007                                  | Sounds of the Season: The Taylor Swift Holiday Collection - Wydany: 14 października 2007 - Wytwórnia: Big Machine - Format: CD, digital download | 20 | 14 |
| 2008                                  | Live from SoHo - Wydany: 15 stycznia 2008 - Wytwórnia: Big Machine - Format: digital download                                                    | –  | –  |
| 2008                                  | Beautiful Eyes - Wydany: 15 lipca 2008 - Wytwórnia: Big Machine - Format: CD, digital download                                                   | 9  | 1  |
| "–" Album nie był notowany na liście. | |    |    |

### Soundtracki
| 2008                                   | „Change”                          | 10 | 57 | —  | —  | —  | —   |                        | AT&T Team USA Soundtrack  |
| 2009                                   | "Crazier"                         | 17 | —  | 64 | 67 | —  | 100 | - Platyna              | Hannah Montana: The Movie |
| 2010                                   | „Today Was a Fairytale”           | 2  | 41 | 3  | 1  | 29 | 57  | - Platyna - Platyna    | Walentynki                |
| 2011                                   | „Safe & Sound” (z The Civil Wars) | 30 | –  | 38 | 31 | 11 | 61  | - 2× Platyna - Platyna | The Hunger Games          |
| 2012                                   | „Eyes Open”                       | 19 | 50 | 47 | 17 | 6  | 70  | - Platyna - Złoto      | The Hunger Games          |
| 2013                                   | „Sweeter Than Fiction”            | 34 | –  | 44 | 17 | 26 | 25  |                        | One Chance                |
| "–" Singel nie był notowany na liście. |                                   |    |    |    |    |    |     |                        |                           |

## Single
| 2006                                                          | „Tim McGraw”                                | 40 | —  | —  | —  | —  | —  | —  | —  | —   | - Platyna                                                                                  | Taylor Swift                     |
| 2007                                                          | „Teardrops on My Guitar”                    | 13 | —  | 45 | —  | —  | —  | —  | —  | 51  | - 3× Platyna - Platyna                                                                     | Taylor Swift                     |
| 2007                                                          | „Our Song”                                  | 16 | —  | 30 | —  | —  | —  | —  | —  | —   | - 4× Platyna - Platyna                                                                     | Taylor Swift                     |
| 2008                                                          | „Picture to Burn”                           | 28 | —  | 48 | —  | —  | —  | —  | —  | —   | - 2× Platyna - Złoto                                                                       | Taylor Swift                     |
| 2008                                                          | „Should've Said No”                         | 33 | —  | 67 | —  | —  | 18 | —  | —  | —   | - Platyna                                                                                  | Taylor Swift                     |
| 2008                                                          | „Love Story”                                | 4  | 1  | 4  | 16 | 3  | 3  | —  | 10 | 2   | - 8× Platyna - 3× Platyna - 2× Platyna - Złoto - Platyna - Platyna                         | Fearless                         |
| 2008                                                          | „White Horse”                               | 13 | 41 | 43 | —  | —  | —  | —  | —  | 60  | - 2× Platyna - Złoto - Złoto                                                               | Fearless                         |
| 2009                                                          | „You Belong with Me”                        | 2  | 5  | 3  | 32 | 12 | 5  | —  | 47 | 30  | - 7× Platyna - 3× Platyna - 2× Platyna - Platyna                                           | Fearless                         |
| 2009                                                          | „Fifteen”                                   | 23 | 48 | 22 | —  | —  | —  | —  | —  | —   | - 2× Platyna - Złoto                                                                       | Fearless                         |
| 2010                                                          | „Fearless”                                  | 9  | —  | 69 | —  | —  | —  | —  | —  | 111 | - Platyna                                                                                  | Fearless                         |
| 2010                                                          | „Mine”                                      | 3  | 9  | 7  | 57 | 38 | 16 | —  | 48 | 30  | - 3× Platyna - 2× Platyna - Złoto - Złoto                                                  | Speak Now                        |
| 2010                                                          | „Back to December”                          | 6  | 26 | 7  | —  | —  | 24 | —  | —  | —   | - 2× Platyna - Złoto                                                                       | Speak Now                        |
| 2011                                                          | „Mean”                                      | 11 | 45 | 10 | —  | —  | —  | —  | —  | —   | - 3× Platyna - Złoto - Złoto                                                               | Speak Now                        |
| 2011                                                          | „The Story of Us”                           | 41 | —  | 70 | —  | —  | —  | —  | —  | —   | - Platyna                                                                                  | Speak Now                        |
| 2011                                                          | "Sparks Fly"                                | 17 | 97 | 28 | —  | —  | —  | —  | —  | —   | - Platyna                                                                                  | Speak Now                        |
| 2011                                                          | „Ours”                                      | 13 | 91 | 68 | —  | —  | —  | —  | —  | 181 | - Platyna                                                                                  | Speak Now                        |
| 2011                                                          | „Long Live” (z Paulą Fernandes)             | —  | —  | —  | —  | —  | —  | —  | —  | —   |                                                                                            | Speak Now World Tour – Live      |
| 2012                                                          | „We Are Never Ever Getting Back Together”   | 1  | 3  | 1  | 18 | 4  | 1  | —  | 16 | 4   | - 6× Platyna - 5× Platyna - Złoto - Platyna - 2× Platyna - Platyna - Platyna               | Red                              |
| 2012                                                          | „Ronan”                                     | 16 | —  | —  | —  | —  | —  | —  | —  | —   | - Złoto                                                                                    |                                  |
| 2012                                                          | „Begin Again”                               | 7  | 20 | 4  | —  | 25 | 11 | —  | —  | 30  | - Platyna - Złoto                                                                          | Red                              |
| 2012                                                          | „I Knew You Were Trouble”                   | 2  | 3  | 2  | 3  | 4  | 3  | 5  | 37 | 2   | - 6× Platyna - 6× Platyna - 5× Platyna - Złoto - 2× Platyna - Złoto - Platyna - 3× Platyna | Red                              |
| 2013                                                          | „22”                                        | 20 | 21 | 20 | —  | 12 | 23 | —  | —  | 9   | - 3× Platyna - 2× Platyna - Platyna - Złoto - Złoto - Srebro                               | Red                              |
| 2013                                                          | „Red”                                       | 6  | 30 | 5  | —  | 25 | 14 | —  | —  | 26  | - Platyna - Złoto                                                                          | Red                              |
| 2013                                                          | „Everything Has Changed” (z Edem Sheeranem) | 32 | 28 | 28 | –  | 5  | 22 | —  | —  | 7   | - Platyna - Platyna - Platyna - Złoto - Srebro                                             | Red                              |
| 2013                                                          | „The Last Time” (z Garym Lightbodym)        | —  | —  | 73 | —  | 15 | —  | —  | —  | 25  |                                                                                            | Red                              |
| 2014                                                          | „Shake It Off”                              | 1  | 1  | 1  | 4  | 3  | 1  | 1  | 3  | 2   | - 8× Platyna - 6× Platyna - Złoto - 6× Platyna - 3× Platyna - Platyna - Platyna            | 1989                             |
| 2014                                                          | „Blank Space”                               | 1  | 1  | 1  | –  | 4  | 2  | 2  | –  | 4   | - 7× Platyna - 5× Platyna - 4× Platyna - Platyna - Platyna - 4× Platyna                    | 1989                             |
| 2015                                                          | „Style”                                     | 6  | 8  | 6  | —  | 38 | 11 | 13 | —  | 21  | - 2× platyna - 2× Platyna - 2× Platyna - Złoto - Srebro                                    | 1989                             |
| 2015                                                          | „Bad Blood” (z Kendrickiem Lamarem)         | 1  | 1  | 1  | –  | 8  | 1  | –  | –  | 4   | - 4× Platyna - 3× Platyna - 3× Platyna - Złoto - Srebro                                    | 1989                             |
| 2015                                                          | „Wildest Dreams”                            | 5  | 3  | 4  | —  | 39 | 8  | 3  | —  | 40  | - Złoto - Platyna - Platyna - Złoto                                                        | 1989                             |
| 2016                                                          | „Out of the Woods”                          | 18 | 19 | 8  | 23 | –  | 6  | 47 | –  | 136 | - Złoto - Złoto - Złoto                                                                    | 1989                             |
| 2016                                                          | „New Romantics”                             | 46 | 35 | 58 | —  | —  | —  | —  | —  | —   | - Złoto - Złoto                                                                            | 1989                             |
| 2016                                                          | „I Don’t Wanna Live Forever”                |    |    |    |    |    |    |    |    |     | - Diament                                                                                  | Fifty Shades Darker (Soundtrack) |
| 2017                                                          | „Look What You Made Me Do”                  | 1  | 1  | 1  | 12 | 1  | 1  | —  | 7  | 1   | - Platyna - Platyna - 2× Platyna - Złoto - 2× Platyna                                      | Reputation                       |
| 2017                                                          | „...Ready for It?”                          | 4  | 3  | 7  | —  | 12 | 9  | 46 | 32 | 7   | - Platyna - Złoto                                                                          | Reputation                       |
| 2017                                                          | „End Game” (z Edem Sheeranem i Future'm)    | 18 | 36 | 11 | —  | 68 | —  | 52 | —  | 49  | - Złoto - Złoto - Platyna                                                                  | Reputation                       |
| 2018                                                          | „Delicate”                                  |    |    |    |    |    |    |    |    |     | - Złoto                                                                                    | Reputation                       |
| 2019                                                          | „ME!” (gościnnie Brendon Urie)              | 2  | 2  | 2  | 19 | 5  | 3  | 10 | 11 | 3   | - Platyna                                                                                  | Lover                            |
| 2019                                                          | „You Need to Calm Down”                     | 2  | 3  | 4  | —  | 5  | 5  | —  | 35 | 5   | - Platyna                                                                                  | Lover                            |
| 2019                                                          | „Lover”                                     | 10 | 3  | 7  | —  | 9  | 3  | —  | 37 | 14  | - Platyna                                                                                  | Lover                            |
| 2020                                                          | „The Man”                                   |    |    |    |    |    |    |    |    |     | - Złoto                                                                                    | Lover                            |
| 2020                                                          | „Cardigan”                                  | 1  | 1  | 3  | 19 | 4  | 2  | —  | 31 | 6   | - Platyna                                                                                  | Folklore                         |
| 2020                                                          | „Exile”                                     | 6  | 3  | 6  | 32 | 3  | 5  | —  | 38 | 8   | - Złoto                                                                                    | Folklore                         |
| 2020                                                          | „Willow”                                    | 1  | 1  | 1  | —  | 3  | 3  | —  | 67 | 3   | - Platyna                                                                                  | Evermore                         |
| 2022                                                          | „Anti-Hero”                                 | 1  | 1  | 1  | 7  | 1  | 1  | —  | 5  | 1   | - Platyna                                                                                  | Midnights                        |
| 2022                                                          | „Lavender Haze”                             |    |    |    |    |    |    |    |    |     | - Złoto                                                                                    | Midnights                        |
| 2023                                                          | „Karma”                                     |    |    |    |    |    |    |    |    |     | - Złoto                                                                                    | Midnights                        |
| 2023                                                          | „Cruel Summer”                              | 1  | 2  | 2  | 37 | 12 | 3  | 8  | 14 | 2   | - 2× Platyna                                                                               | Lover                            |
| 2024                                                          | „Fortnight” (gośc. Post Malone)             |    |    |    |    |    |    |    |    |     | - Złoto                                                                                    | The Tortured Poets Department    |
| "–" Singel nie był notowany na liście bądź nie został wydany. |                                             |    |    |    |    |    |    |    |    |     |                                                                                            |                                  |

### Single gościnne
| 2009                                   | „Two Is Better Than One” (Boys Like Girls feat. Taylor Swift) | 18 | — | —  | 18 | —  | —  | —  | - Platyna         | Love Drunk           |
| 2010                                   | „Half of My Heart” (John Mayer feat. Taylor Swift)            | 25 | — | 95 | 53 | —  | —  | —  | - Złoto           | Battle Studies       |
| 2012                                   | „Both of Us” (B.o.B feat. Taylor Swift)                       | 18 | — | 5  | 23 | 26 | 10 | 22 | - Platyna - Złoto | Strange Clouds       |
| 2013                                   | „Highway Don’t Care” (Tim McGraw feat. Taylor Swift)          | 22 | 4 | 73 | 21 | —  | —  | —  | - 2× Platyna      | Two Lanes of Freedom |
| 2018                                   | "Babe" (Sugarland feat. Taylor Swift)                         | 72 | — | —  | 94 | —  | —  | —  |                   | Bigger               |
| "–" Singel nie był notowany na liście. |                                                               |    |   |    |    |    |    |    |                   |                      |

### Single promocyjne
| 2008                                   | „I Heart ?”                         | –   | –  | —  | —  | —  | —   |           | Beautiful Eyes              |
| 2008                                   | „You're Not Sorry”                  | 11  | —  | —  | 11 | —  | —   | - Złoto   | Fearless                    |
| 2009                                   | "American Girl"                     | 115 | —  | —  | —  | —  | —   |           | –                           |
| 2011                                   | „Speak Now”                         | 8   | 58 | 20 | 8  | 34 | —   |           | Speak Now                   |
| 2012                                   | „State of Grace”                    | 13  | –  | 44 | 9  | 20 | 36  |           | Red                         |
| 2014                                   | „Welcome to New York”               | 48  | –  | 23 | 19 | 6  | 39  | - Złoto   | 1989                        |
| 2015                                   | „Wonderland”                        | 51  | –  | 84 | 59 | –  | 171 |           | 1989                        |
| 2015                                   | „You Are in Love”                   | 83  | –  | –  | 99 | –  | –   |           | 1989                        |
| 2021                                   | „Love Story (Taylor’s Version)”     |     |    |    |    |    |     | - Złoto   | Fearless (Taylor’s Version) |
| 2021                                   | „Wildest Dreams (Taylor’s Version)” |     |    |    |    |    |     | - Złoto   | 1989 (Taylor’s Version)     |
| 2021                                   | „All Too Well (10 Minute Version)”  |     |    |    |    |    |     | - Złoto   | Red (Taylor’s Version)      |
| 2022                                   | „Bejeweled”                         |     |    |    |    |    |     | - Platyna | Midnights                   |
| "–" Singel nie był notowany na liście. |                                     |     |    |    |    |    |     |           |                             |

### Inne notowane utwory
| 2007                                  | „I'm Only Me When I’m with You”              | 115 | –  | –  | –  | - Platyna | Taylor Swift                                              |
| 2007                                  | „Invisible”                                  | 103 | –  | –  | –  | - Złoto   | Taylor Swift                                              |
| 2007                                  | „Last Christmas”                             | –   | 28 | –  | –  |           | Sounds of the Season: The Taylor Swift Holiday Collection |
| 2007                                  | „Christmases When You Were Mine”             | –   | 48 | –  | –  |           | Sounds of the Season: The Taylor Swift Holiday Collection |
| 2007                                  | „Santa Baby”                                 | –   | 43 | –  | –  |           | Sounds of the Season: The Taylor Swift Holiday Collection |
| 2007                                  | „Silent Night”                               | –   | 54 | –  | –  |           | Sounds of the Season: The Taylor Swift Holiday Collection |
| 2007                                  | „White Christmas”                            | –   | 59 | –  | –  |           | Sounds of the Season: The Taylor Swift Holiday Collection |
| 2008                                  | „Umbrella”                                   | 104 | –  | –  | –  |           | Live from SoHo                                            |
| 2008                                  | „Hey Stephen”                                | 94  | –  | –  | –  | - Złoto   | Fearless                                                  |
| 2008                                  | „Breathe”                                    | 87  | –  | –  | –  | - Złoto   | Fearless                                                  |
| 2008                                  | „Tell Me Why”                                | 101 | –  | –  | –  |           | Fearless                                                  |
| 2008                                  | „The Way I Loved You”                        | 72  | –  | –  | –  |           | Fearless                                                  |
| 2008                                  | „Forever & Always”                           | 34  | –  | –  | 37 | - Platyna | Fearless                                                  |
| 2008                                  | „The Best Day”                               | 103 | 56 | –  | –  |           | Fearless                                                  |
| 2009                                  | „Jump Then Fall”                             | 10  | 59 | 98 | 14 | - Złoto   | Fearless                                                  |
| 2009                                  | „Untouchable”                                | 19  | –  | –  | 23 |           | Fearless                                                  |
| 2009                                  | „Come in with the Rain”                      | 30  | –  | –  | 40 |           | Fearless                                                  |
| 2009                                  | „SuperStar”                                  | 26  | –  | –  | 35 |           | Fearless                                                  |
| 2009                                  | „The Other Side of the Door”                 | 22  | –  | –  | 30 |           | Fearless                                                  |
| 2010                                  | „Breathless”                                 | 72  | –  | –  | 49 |           | Hope for Haiti Now                                        |
| 2010                                  | „Dear John”                                  | 54  | –  | –  | 68 |           | Speak Now                                                 |
| 2010                                  | „Never Grow Up”                              | 84  | –  | –  | –  | - Złoto   | Speak Now                                                 |
| 2010                                  | „Enchanted”                                  | 75  | –  | –  | 95 | - Złoto   | Speak Now                                                 |
| 2010                                  | „Better Than Revenge”                        | 56  | –  | –  | 73 | - Złoto   | Speak Now                                                 |
| 2010                                  | „Innocent”                                   | 27  | –  | –  | 53 |           | Speak Now                                                 |
| 2010                                  | „Haunted”                                    | 63  | –  | –  | 61 |           | Speak Now                                                 |
| 2010                                  | „Last Kiss”                                  | 71  | –  | –  | 99 |           | Speak Now                                                 |
| 2010                                  | „Long Live” (wersja albumowa)                | –   | –  | 91 | 71 |           | Speak Now                                                 |
| 2010                                  | „If This Was a Movie”                        | –   | –  | –  | 17 |           | Speak Now                                                 |
| 2010                                  | „Superman”                                   | –   | –  | –  | 82 |           | Speak Now                                                 |
| 2011                                  | „Drops of Jupiter”                           | 107 | –  | –  | –  |           | Speak Now World Tour Live                                 |
| 2012                                  | „I Almost Do”                                | 65  | 13 | –  | 50 |           | Red                                                       |
| 2012                                  | „Stay Stay Stay”                             | 91  | 24 | –  | 70 |           | Red                                                       |
| 2012                                  | „Treacherous”                                | 102 | 26 | –  | 65 |           | Red                                                       |
| 2012                                  | „All Too Well”                               | 80  | 17 | –  | 59 |           | Red                                                       |
| 2012                                  | „Starlight”                                  | 105 | 28 | –  | 80 |           | Red                                                       |
| 2012                                  | „Holy Ground”                                | 112 | 32 | –  | 89 |           | Red                                                       |
| 2012                                  | „The Lucky One”                              | 113 | 33 | –  | 88 |           | Red                                                       |
| 2012                                  | „Sad Beautiful Tragic”                       | 118 | 37 | –  | 92 |           | Red                                                       |
| 2012                                  | „The Moment I Knew”                          | 64  | 16 | –  | 58 |           | Red                                                       |
| 2012                                  | „Come Back... Be Here”                       | –   | –  | –  | 64 |           | Red                                                       |
| 2012                                  | „Girl at Home”                               | –   | –  | –  | 75 |           | Red                                                       |
| 2014                                  | „All You Had to Do Was Stay”                 | 114 | –  | 99 | 92 |           | 1989                                                      |
| 2014                                  | „How You Get the Girl”                       | 104 | –  | –  | 81 |           | 1989                                                      |
| 2014                                  | „This Love”                                  | 119 | –  | –  | 84 |           | 1989                                                      |
| 2017                                  | „Don’t Blame Me”                             |     |    |    |    | - Platyna | Reputation                                                |
| 2020                                  | „August”                                     |     |    |    |    | - Złoto   | Folklore                                                  |
| 2020                                  | „Champagne Problems”                         |     |    |    |    | - Złoto   | Folklore                                                  |
| 2021                                  | „You Belong with Me (Taylor’s Version)”      |     |    |    |    | - Złoto   | Fearless (Taylor’s Version)                               |
| 2021                                  | „I Knew You Were Trouble (Taylor’s Version)” |     |    |    |    | - Złoto   | Red (Taylor’s Version)                                    |
| „–” Utwór nie był notowany na liście. |                                              |     |    |    |    |           |                                                           |

## Wideografia

### DVD
| Rok  | Album | Informacje |
| ---- | --- | --- |
| 2009 | CMT Crossroads - Wydany: 16 czerwca 2009 - Wytwórnia: Big Machine - Format: DVD                                     | - Dokument, dostępny wyłącznie w sklepach sieci Wal-Mart. DVD ukazuje spotkanie Swift z zespołem rockowym Def Leppard, z którym następnie zagrała koncert |
| 2011 | Taylor Swift: Journey to Fearless - Wydany: 11 października 2011 - Wytwórnia: Shout! Factory - Format: DVD, Blu-ray | - DVD zawiera trzynaście utworów wykonanych podczas koncertów w ramach trasy Fearless Tour                                                                |

### Teledyski
| Rok  | Wideoklip                                   | Reżyser                       |
| ---- | ------------------------------------------- | ----------------------------- |
| 2006 | „Tim McGraw”                                | Trey Fanjoy                   |
| 2007 | „Teardrops on My Guitar”                    | Trey Fanjoy                   |
| 2007 | „Our Song”                                  | Trey Fanjoy                   |
| 2008 | "I'm Only Me When I’m with You"             | Taylor Swift                  |
| 2008 | „Picture to Burn”                           | Trey Fanjoy                   |
| 2008 | „Beautiful Eyes”                            | Trey Fanjoy, Todd Cassetty    |
| 2008 | „Change”                                    | Shawn Robbins                 |
| 2008 | „Love Story”                                | Trey Fanjoy                   |
| 2009 | „White Horse”                               | Trey Fanjoy                   |
| 2009 | „Crazier”                                   | Peter Chelsom                 |
| 2009 | „The Best Day”                              | Taylor Swift                  |
| 2009 | „You Belong with Me”                        | Roman White                   |
| 2009 | „Fifteen”                                   | Roman White                   |
| 2010 | "Fearless"                                  | Todd Cassetty                 |
| 2010 | „Mine”                                      | Roman White, Taylor Swift     |
| 2011 | „Back to December”                          | Yoann Lemoine                 |
| 2011 | „Mean”                                      | Declan Whitebloom             |
| 2011 | „The Story of Us”                           | Noble Jones                   |
| 2011 | „Sparks Fly”                                | Christian Lamb                |
| 2011 | „Ours”                                      | Declan Whitebloom             |
| 2012 | „Safe & Sound” (z The Civil Wars)           | Philip Andelman               |
| 2012 | „We Are Never Ever Getting Back Together”   | Declan Whitebloom             |
| 2012 | „Begin Again”                               | Philip Andelman               |
| 2012 | „I Knew You Were Trouble”                   | Anthony Mandler               |
| 2013 | „22”                                        | Anthony Mandler               |
| 2013 | „Everything Has Changed” (z Edem Sheeranem) | Philip Andelman Giles Dunning |
| 2013 | „Red”                                       | Kenny Jackson                 |
| 2013 | „The Last Time” (z Garym Lightbodym)        | Terry Richardson              |
| 2014 | „Shake It Off”                              | Mark Romanek                  |
| 2014 | „Blank Space”                               | Joseph Kahn                   |
| 2015 | „Style”                                     | Kyle Newman                   |
| 2015 | „Bad Blood” (z Kendrickiem Lamarem)         | Joseph Kahn                   |
| 2015 | „Wildest Dreams”                            | Joseph Kahn                   |
| 2015 | „Out Of The Woods”                          | Joseph Kahn                   |
| 2016 | „New Romantics”                             | Jonas Åkerlund                |
| 2017 | „I Don’t Wanna Live Forever” (z Zaynem)     | Grant Singer                  |
| 2017 | „Look What You Made Me Do”                  | Joseph Kahn                   |
| 2017 | „...Ready for It?”                          | Joseph Kahn                   |
| 2018 | „End Game” (z Edem Sheeranem i Future'm)    | Joseph Kahn                   |
| 2018 | „Delicate”                                  | Joseph Kahn                   |
| 2019 | „ME!”                                       | Dave Meyers, Taylor Swift     |